# Nyctonympha genieri
Nyctonympha genieri là một loài bọ cánh cứng trong họ Cerambycidae.